# Forêt ancienne du Lac-Larry
La forêt ancienne du Lac-Larry est une aire protégée constituée de forêts anciennes de conifères, sur le territoire non organisé de Lac-Walker, dans la municipalité régionale de comté de Sept-Rivières, dans la région administrative de la Côte-Nord, dans la province dans la province de Québec, au Canada.

## Localisation
La forêt ancienne du Lac-Larry est l'une des deux aires protégées du bassin versant de la rivière aux Rochers, l'autre étant la réserve de biodiversité projetée du lac Pasteur. Le bassin versant est presque entièrement contenu dans la réserve faunique de Port-Cartier–Sept-Îles. La forêt ancienne du Lac-Larry est située entre les rivières Ronald et MacDonald. Elle couvre une superficie de 833 ha.
La région a un terrain accidenté, y compris de hautes collines avec des sommets plats. La vieille forêt pousse sur des pentes moyennes ou abruptes dans un sol peu profond. La carte montre que la forêt borde les lacs Larry et Jumbo et s'étend au nord et à l'est de ces lacs. Il contient des parties d'autres plans d'eau sans nom.

## Statut de conservation
L'aire protégée a été créée en 2005 et est un écosystème forestier exceptionnel de catégorie III de l'UICN. Il est géré par le ministère de l'Énergie et des Ressources naturelles. Il se trouve dans la zone de gestion intégrée du bassin versant de Duplessis (GIEBV).
La forêt fait partie des principales attractions naturelles qui seraient incluses dans le projet de parc national du lac Walker, les autres étant le lac Walker, le lac Quatre Lieues, les chutes MacDonald et la rivière aux Rochers. L'étude du parc par le ministère des Forêts, de la Faune et des Parcs a été déposée en 2018, mais en mai 2009, la proposition de parc attendait un financement.

## Végétation
La forêt ancienne de Lac-Larry est peuplé principalement d'épinette noire (Picea mariana) et de sapin baumier (Abies balsamea). Les arbres dominants ont plus de 200 ans et certains ont même 250 ans. La forêt n'a pas subi d'incendies, d'infestations d'insectes ou de chablis, et n'a jamais été perturbée par l'activité humaine. Elle a évolué naturellement et présente des caractéristiques typiques des forêts anciennes, avec des arbres d'âges et de tailles variables, y compris de très vieux arbres. La forêt se renouvelle naturellement par des lacunes créées dans la canopée par la mort de vieux arbres, un processus qui se poursuit probablement depuis de nombreuses années avant que les plus vieux arbres ne prennent racine. En raison de l'environnement naturel, même les plus vieux arbres sont relativement petits, ne dépassant pas 20 m de haut et 30 cm  de diamètre de tronc. Cependant, certaines épinettes blanches (Picea glauca) mesurent 30 m de haut avec un diamètre de 40 cm.
La forêt contient également des épinettes et des sphaignes dans les zones humides, et des épinettes blanches et des sapins blancs (Abies concolor) sur le sol le plus riche, souvent trouvé au pied des pentes et le long des nombreux ruisseaux qui traversent la région. Le sous-bois est pauvre en espèces. Il comprend des mousses et des plantes herbacées de la taïga telles que le quatre-temps (Cornus canadensis) et la linnée boréale (Linnaea borealis). Il y a de petites population d'amélanchier à feuilles d'aulne (Amelanchier alnifolia).

## sources
- Organisme de bassins versants Duplessis, Bassins versants (lire en ligne), « 5. Portrait du bassin versant aux Rochers »
- Organisme de bassins versants Duplessis, Plan Directeur de l’Eau de Duplessis, 2015 (lire en ligne), « Analyse des bassins versants »
- Ministère des Ressources naturelles et de la Faune, « Forêt ancienne du Lac-Larry », Écosystèmes forestiers exceptionnels, mars 2005 (consulté le 2 septembre 2019)
- « Projet de parc national », MRC de Sept-Rivières (consulté le 2 septembre 2019)
- Jean St-Pierre, « De «petits pas» vers un parc national au lac Walker », Ma Côte-Nord,‎ 7 mai 2019 (lire en ligne, consulté le 22 avril 2020).